# Candesartán
El candesartán o candesartano (rINN) es un Antagonista de los receptores de angiotensina II usado principalmente para el tratamiento de la hipertensión. El profármaco es candesartán cilexetilo es comercializado por Abbott Laboratories, Laboratorios Almirall, AstraZeneca, Laboratorios PiSA y Takeda Pharmaceuticals, comúnmente bajo el nombre comercial de Candam, Parapres, Atacand®, Amias, Chat, Safebul y Ratacand.

## Estructura
|  |  |

## Uso clínico

### Indicaciones
Como todos los antagonistas del receptor de la angiotensina II, el candesartán está indicado para el tratamiento de la hipertensión. Los resultados del estudio CHARM a principios de 2000 demostraron los beneficios del candesartán en la reducción de la morbilidad y la  mortalidad cuando se usa como principio terapéutico en la insuficiencia cardíaca. Así pues, mientras que los inhibidos de la enzima convertidora de angiotensina IECA aún son considerados como terapia de primera línea en el fallo cardiaco, el candesartán es una alternativa en pacientes que tienen intolerancia a estos últimos.

### Combinación con diuréticos
El candesartán también está disponible en una formulación combinada con una dosis baja de diurético tipo tiazida, hidroclorotiazida invariable, para lograr un efecto aditivo antihipertensivo.
Las preparaciones combinadas de candesartán-hidroclorotiazida se comercializan bajo varios nombres comerciales incluidos Atacand HCT, Atacand Plus ®)Hytacand y Ratacand Plus.

## Química y farmacocinética
El candesartán se vende en la forma de ciclohexil 1-hidroxietil carbonato (cilexetil) éster, conocido como candesartán cilexetilo. El candesartán cilexetilo se metaboliza completamente por esterasa en la pared intestinal durante la absorción a su forma activa como candesartán.
El uso de la forma profármaco incrementa la biodisponibilidad del candesartano. A pesar de esto, la biodisponibilidad absoluta es relativamente pobre y va desde el 15% (tabletas de candesartán cilexetilo) hasta el 40% (solución de candesartán cilexetilo).

## Ensayos aleatorios controlados
Según estudio publicado en la revista Lancet del año 2003, tras un periodo de cuatro años, se desarrolló una hipertensión en estadio 1 en casi dos tercios de los pacientes con hipertensión sin tratamiento (el grupo placebo). El tratamiento de la hipertensión con candesartán parecía estar bien tolerado y redujo el riesgo de incidencia de la hipertensión durante el periodo de estudio. Así pues, el tratamiento de la hipertensión parece ser factible.

## Contraindicaciones
En pacientes con alteración hepática se debe cuidar la dosis puesto que la metabolización es hepática. En pacientes con alteración renal se debe tener cuidado con la dosificación puesto que en su mecanismo se observa una alteración del sistema angiotensina-aldosterona, pudiendo afectar directamente al riñón y pudiendo causar un fallo renal a pacientes que previamente tenían una pequeña lesión.

## Interacciones
Se debe evitar el uso concomitante con nifedipina, digoxina, enalapril, warfarina y anticonceptivos puesto que la metabolización de uno de ellos interfiere a los otros.

## Sobredosificación
No es letal, aunque puede causar hipotensión y taquicardia.[cita requerida]